# Karol Piątek
Pour les articles homonymes, voir Piatek.
Karol Piątek, né le 4 juillet 1982 à Luzino, est un footballeur polonais. Il occupe actuellement le poste de milieu de terrain au Lechia Gdańsk, club de première division polonaise.

## Biographie
Formé au Lechia Gdańsk, Karol Piątek participe en 2001 au championnat d'Europe des moins de dix-neuf ans qui se tient en Finlande. Aux côtes de joueurs comme Wojciech Łobodziński ou Paweł Golański, il remporte la compétition, une première dans l'histoire de cette sélection polonaise. À l'hiver 2002, il rejoint le ŁKS Łódź. Après avoir disputé quarante-six matches toutes compétitions confondues, il signe en décembre 2003 au KS Cracovia. Le 6 novembre, il joue sa première rencontre de première division. Mais rarement utilisé en deux ans, il retourne dans son club formateur à l'hiver 2006.
Au sein d'un effectif peu fourni, il gagne très vite sa place, et marque même ses premiers buts professionnels en deuxième division. Lors de la saison 2006-2007, Piątek manque une dizaine de matches étant blessé, et passe très près de la montée, qu'il acquiert finalement l'année suivante en terminant en tête du classement. De retour dans l'élite, le Polonais devient le capitaine de son équipe, qui finit la saison 2008-2009 à la onzième place et qui joue le haut de tableau l'année suivante. En avril 2010, il se blesse une nouvelle fois très gravement, et devra au minimum attendre le mois de septembre pour retourner sur les terrains,.

## Palmarès
- Championnat d'Europe des moins de 19 ans : 2001
- Champion de Pologne de deuxième division : 2008